# Liste de marques utilisées comme noms
Cette page liste des marques couramment utilisées comme noms communs (ou antonomase). Pour chacune sont précisés entre parenthèses les éventuels termes de substitution.
Certaines de ces marques ont clairement signifié leur opposition à leur utilisation comme nom commun (notamment du fait des conséquences juridiques que cela peut avoir), y compris lorsqu'elles sont reprises dans un dictionnaire. Afin de mieux les repérer, ces marques sont écrites en caractères italiques et sont suivies d'un appel de note : Marque.
- Haut – A
- B
- C
- D
- E
- F
- G
- H
- I
- J
- K
- L
- M
- N
- O
- P
- Q
- R
- S
- T
- U
- V
- W
- X
- Y
- Z

## A
- Abribus (aubette)
- Albal (feuille d'aluminium)
- Alcootest (éthylotest)[2]
- Algeco[a] (construction modulaire)
- Alphapage (dispositif de radio messagerie affichant un message à distance)
- Antiope (télétexte)
- Arcopal (verre opaque  de la cristallerie d'Arques)
- Aspro (aspirine)
- Audimat (audimétrie ou mesure d'audience)
- Audiotex (télétexte vocal)
- Audiotel (numéro à revenus partagés)

## B
- Balatum (revêtement de sol)
- Barco (vidéoprojecteur)
- Bateau-mouche (bateau-promenade)
- Benzédrine (amphétamine)
- Bic[a] (stylo à bille, nom entré au Larousse)[3]
- Borsalino (chapeau)[4]
- Botox[a] (toxine botulique)[2]
- Bottin (annuaire)[5],[2]
- Bulgomme[a] (sous-nappe)

## C
- Caddie (entreprise)[a] (chariot de supermarché)[2]
- Calgon (poudre anticalcaire)
- Campingaz (réchaud à gaz de plein air)
- Canadair (hydravion bombardier d'eau)
- Caninette (moto-crotte)
- Carte Bleue (carte bancaire)
- Cataphote (catadioptre)

- Cellophane (Film protecteur transparent)
- Chamallow (pâte de guimauve)
- Chatterton (ruban isolant en tissu adhésif)[2]
- Circlips (anneaux élastiques)
- Coca, Coke (diminutifs de Coca-Cola) (soda de type cola)
- Cocotte-minute (autocuiseur)
- Colson[a] (collier de serrage)
- Colt (pistolet)
- Compact Disc (disque compact)
- Coton-tige (bâtonnet ouaté)
- Criterium[a] (porte-mine)
- Cracotte (biscotte de la marque LU) (biscotte craquante)
- Cromalin (épreuve contractuelle)
- Craquinette (produit de la marque LU) (tartine craquante fourrée)
- Cubitainer (conteneur pour liquide en vrac)[2]
- Cutex  (vernis à ongles)

## D
- Dacron (textile synthétique polyester)
- Delco (distributeur d'allumage d'un moteur à explosion)
- Dictaphone (enregistreur de parole)[2]
- Diester (biocarburant)
- Digicode (serrure électronique avec clavier à touches)[2]
- Discman (baladeur CD)
- Dolby (système de réduction du bruit sur bande analogique)
- Dralon (fibre acrylique)
- Durit, lexicalisé en durite n.f. (tube souple en caoutchouc renforcé)

## E
- Ektachrome (pellicule photographique)
- Escalator (escalier mécanique) marque déposée par Otis[2] et qui aurait perdu sa protection juridique[1].
- Eternit, plaque ondulée pour toiture initialement à base d'amiante, faite à base de ciment, de fibres de bois et de fibres textiles depuis la fin des années 1990[b]
- Eurochèque (chèque pouvant être utilisé en Europe par groupement de banques)
- Esquimau (glace sur bâtonnet)[2],[7]

## F
- Fermeture Éclair (fermeture à glissière ou à crémaillère)[2]
- Fenwick (chariot élévateur)
- Fibrociment (mortier très fin mélangé à des fibres)
- Flash-Ball (lanceur de balle de défense)
- Formica (stratifié)
- Fréon (gaz) (HCFC ou CFC)
- Friend (coinceur mécanique)
- Frigidaire[a][7] (réfrigérateur)
- Frigolite (polystyrène)
- Frisbee (disque-volant ou discoplane)[2]
- Fuca (dragée) (laxatif)

## G
- Gardénal (médicament contenant du phénobarbital)
- Gaffer (ruban adhésif à base de toile)
- Gomina  (agglomérant pour cheveux)
- GoPro (caméra d'action)
- Gore-Tex (membrane imperméable-respirante utilisée pour des vêtements)
- Gramophone (appareil de lecture de disques phonographiques)
- Guidoline (ruban de guidon)

## H
- Hygiaphone (écran vitré passe son)

## I
- Inox (acier inoxydable)
- Interphone (portier électronique)
- Invar[a] (alliage à faible coefficient de dilatation)
- Isorel (panneau de fibres de bois agglomérées)

## J
- Jacuzzi[a][1] (bain à remous)[2]
- Jeep (véhicule tout terrain)
- Jet ski (motomarine)[2]
- Jetway (utilisé en anglais uniquement) passerelle d'embarquement dans un navire
- Jokari (jeu de balle fixée à un élastique avec raquettes)
- Jumar (bloqueur) outil d'escalade

## K
- Kalachnikov (fusil d'assaut russe)
- Kapton (film ou ruban adhésif en polyimide)
- Kärcher (nettoyeur haute pression)
- Kardex (armoire de classement pour le bulletinage)
- Kerdane (pétrole désaromatisé)
- Kevlar (fibre d'aramide)
- Klaxon[8] (avertisseur sonore)
- Kleenex[8] (mouchoir jetable en papier)
- Kodak (pellicule et appareil photo)[c]
- K-way (veste coupe-vent imperméable - entrée au Larousse)[3]

## L
- Labello (pommade de soin pour lèvres en bâton)
- Laguiole (canif, couteau de poche à cran d’arrêt)
- Lavomatique (laverie libre service)
- Lego (jeu de construction)
- Lockheed (fabricant de système de freinage) liquide de frein
- Loctite (colle industrielle)
- Limonaire (orgue mécanique mobile à manivelle)
- Lycra (élasthanne)
- Lino ou linoleum (revêtement de sol en toile de jute imperméabilisée)

## M
- Maïzena (amidon de maïs)
- Manitou (engin élévateur tout-terrain)
- Massicot (cisaille ou rogneuse d'imprimerie)
- Meccano[a] (jeu de construction)[2]
- Medium (panneaux de fibres de bois agglomérées)
- Mercurochrome (solution antiseptique)
- Micheline (autorail mis au point par Michelin)
- Mobylette (cyclomoteur MBK)[2]
- Mölkky (quilles finlandaises)
- Motocyclette (cyclomoteur de plus de 50 cm3)
- Musicassette (minicassette audio inventée par Philips)
- Mylar (plastique en feuille)

## N
- Natel (téléphone mobile) en Suisse[9]
- Neiman (antivol à clé bloquant la colonne de direction d'un véhicule)
- Néoprène (colle chloroprène polymérisé)
- Nescafé[1][a] : poudre de café lyophilisé et café préparé à partir de cette poudre[8] (voir aussi le wiktionnaire).
- Netbook (ordinateur portable de très petite taille, ou micro-ordinateur)
- Nidange (vêtement de nuit pour nourrisson)
- Nutella (Pâte à tartiner)

## O
- Onglerie[a] (établissement proposant des services d’embellissement des ongles)
- Opinel (canif, couteau pliant à bague d’arrêt)
- Ozalid (tirage pour reproduire un calque à partir d'un original)

## P
- Pantone (nuancier) feutre de couleur
- Passe-vite (moulin légumes)
- Pâte Fimo (pâte polymère)
- Pataugas (chaussures de randonnée)
- PC (Personal Computer) (ordinateur personnel)
- Pédalo[a][2] (embarcation à pédales)
- Pépito (biscuit rond nappé de chocolat)
- Perfecto (blouson en cuir pour motard)
- Pétrolette (motocyclette)
- Photomaton[a] (automate de photographie)
- Photoshop : logiciel de retouche d’images matricielles
- Placo[a] ou Placoplatre[a] (plaque de plâtre)
- Playmobil (figurine jouet)
- Plexiglas[a] (thermoplastique transparent ou polyméthacrylate de méthyle)
- Pierrade[a] (appareil de cuisson sur pierre)
- Polaroïd (appareil photo à développement rapide intégré à l'appareil, également marque de lunette de Soleil)
- Polyane (film plastique de chantier)
- Pop-Tart (grillardise) au Canada francophone
- Postchèque (titre de paiement international, payable dans les bureaux de poste)
- Post-it[a][2] (pense-bête autocollant)
- Prestone (fluide caloporteur pour moteurs de voitures)
- Publiphone (téléphone public)
- Pyrex (verre borosilicate alimentaire recuit, résistant aux chocs)

## Q
- Boules Quies[a] (protection auditive)

## R
- Rapala (leurre de pêche de type poisson nageur, du nom de l'inventeur)
- Ratrac (dameuse de piste)
- Ray-Ban (lunettes)
- Régé Color (teinture pour cheveux de l'Oréal)
- Restoroute (restaurant routier)
- Reynolds Wrap (Amérique du nord : feuille d'aluminium)
- Rhodoïd[a] (film semi rigide transparent)
- Ricard (pastis) apéritif anisé
- Rilsan[a] (collier de serrage)
- Rimmel (mascara pour maquillage)
- Ripolin (peinture)
- Rollerblade (patins à roulettes à roues en ligne)
- Ronéo (duplicateur)
- Rotring (stylo à réservoir d'encre pour dessin industriel)
- Roundup (désherbant non-sélectif), terme surtout utilisé par les agriculteurs.
- RTG (rame à turbine à gaz)
- Rubalise[a] (ruban de signalisation)
- Rubik's Cube (casse-tête cubique 3D)
- Rustine (rondelle de caoutchouc collée sur un trou d'une chambre à air)
- Rustol (additif antirouille pour peinture)

## S
- Sandow (extenseur de fixation)
- Sanibroyeur (broyeur mécanique de toilettes)
- Sanisette (sanitaires publics de rue)
- Scialytique (système d'éclairage pour bloc opératoire)
- Scopitone (clip vidéo diffusé sur un appareil à écran)
- Scotch (ou Scotch Tape au Québec) (ruban adhésif, nom entré au Larousse[3])
- Scotch-Brite (éponge à récurer)
- Scott Towel (Papier essuie-tout)
- Securit (verre trempé d'automobile)
- Sea-doo (motomarine)
- Silentbloc (patins antibruit)
- Skaï (cuir synthétique)
- Ski-doo (motoneige)
- Solex, diminutif de Vélosolex, voir ci-dessous
- Solderie (vente permanente avec rabais)
- Sonotone (prothèse auditive)
- Sopalin[a][7] (acronyme de la Société du papier linge) (essuie-tout)
- Spacebus (famille de satellites résultant d'un accord franco-allemand de 1983)
- Spontex (éponge cellulosique) première éponge inventée en 1932.
- Stabilo (surligneur graphique de couleurs)[2]
- Steadicam (stabilisateur de prise de vues)
- Stetson (chapeau à larges rebord)
- Sucrette (succédané ou ersatz, édulcorant)
- Superglue (colle cyanoacrylate)

## T
- T9, sigle de Text on 9 keys (saisie intuitive)
- Tabasco (sauce piquante à base de piment)
- Tampax (tampon périodique)
- Tancarville (étendoir pliant)
- Tarmac (aire de trafic et de stationnement d'aéroport en enrobé bitumineux)
- Taser (pistolet à impulsions électriques)
- Taxiphone (téléphone public)
- Tefal (matériels culinaire à fond anti-adhésif, propriété de la marque SEB)
- Téflon (revêtement antiadhésif, également joint en ruban utilisé en plomberie)
- Téléboutique (télé-achat)
- Télécarte (carte téléphonique prépayée)
- Télécran (écran magique)
- Téléfax (télécopieur)
- Téléshopping (télé-achat)
- Télétel (télétexte par téléphone)
- Télétex (télétexte télévisé)
- Télétype (téléscripteur)
- Telma (ralentisseur électromagnétique pour véhicules lourds: camions, autocars et autobus)
- TER (transport express régional) marque de la SNCF
- Tergal (tissus synthétique)
- Terraplane (marque d'automobile américaine)
- Texto (ancienne marque de SFR déclarée déchue par la justice en 2009)[2]
- TGV[a] (Train à grande vitesse) marque de la SNCF
- Thermos (récipient isotherme)
- Tipp-Ex[a][7] (correcteur liquide) d'écritures
- Trackpoint (bouton de pointage remplaçant la souris sur un clavier d'ordinateur)
- Tupperware[a][7] (boîte alimentaire en plastique hermétique inventée par Earl Tupper)

## V
- Vaseline[a] (pommade grasse lubrifiante, devenu nom commun)
- Valium (produit générique : Diazépam)
- Velcro (bande autoadhésive)
- Vélosolex[a], et son diminutif Solex (vélomoteur)
- Velux[a][2] (châssis à tabatière, châssis de toit, fenêtre de toit)
- Vespa (scooter)[c]
- Viagra (Sildénafil)
- Victorinox (couteau suisse, canif, couteau de poche pliant multifonction)

## W
- Walkman (baladeur)
- Winchester (carabine)
- Willys (véhicule tout-terrain)
- Windsurf (planche à voile)
- Wonderbra (soutien-gorge ampliforme ou push-up)

## X
- Xérocopie (photocopie)

## Y
- Youtubeur (vidéaste web)

## Z
- Zeppelin (ballon dirigeable, aérostat)
- Zippo (briquet tempête à essence et à mèche avec une grille entourant la flamme)
- Zodiac[a][2] (canot pneumatique, marque propriété de la société Zodiac)
- Zénith (salle de spectacle modulable)